# Chiusano di San Domenico
Chiusano di San Domenico – miejscowość i gmina we Włoszech, w regionie Kampania, w prowincji Avellino.
Według danych na 1 stycznia 2022 roku gminę zamieszkiwały 2093 osoby (1017 mężczyzn i 1076 kobiet).